# Вулиця Шпитальна (Львів)
Вулиця Шпита́льна — вулиця у Галицькому районі міста Львова. Прямує від вулиці Городоцької до перехрестя вулиць Базарної, Джерельної, Шолом-Алейхема та Раппапорта. Прилучаються вулиці: Куліша, Данилишина, Котлярська, Біласа, Дарії Гусяк.

## Історія та назва
Вулиця розташована поблизу давнього передміського єврейського кварталу. Була межею старого єврейського цвинтаря. Не пізніше 1664 року зафіксована перша офіційна назва — Богданівська, на честь вірменина Богдана Доноваковича, який 1606 року отримав від магістрату право заснувати тут осаду. Це була давня (перша) львівська Богданівка, що вже у першій половині XVII століття містилася на Краківському передмісті Львова — між сучасними вулицями Клепарівською та Куліша. Пізніше мала назви — Бровару, Жидівська цвинтарна, 1844 року зафіксовано назву «Юденфрідгофґассе». Згодом у 1864 році зустрічається назва «вулиця Жидівського шпиталю» (шпиталь розташований дещо вище, на сучасній вулиці Раппапорта). Остаточна назва — «Шпитальна» прийнята 1871 року й досі не змінювалася.
Майже до середини 1930-х років вулиця Шпитальна була у два рази довшою та сполучалася з вулицею Ветеранів. 1934 року горішню частину вулиці Шпитальної (між перехрестям Шпитальної з сучасними вулицями Джерельною, Шолом-Алейхема, Раппапорта й до вулиці Ветеранів) виділили в окрему вулицю і назвали її на честь польського громадського діяча Філіпа Шляйхера, а від 1950 року — вулиця Базарна. Через це трапляється плутанина з нумерацією будинків у старих польських адресних книгах (до 1934 року), де вона сягає № 90, хоча в реальності, сучасна вулиця Шпитальна має кінцевий № 32, а ті, що були більшими за № 32, належать сучасним вулицям Джерельній, Шолом-Алейхема, Раппапорта та Базарній, зокрема, у 1916 році Єврейський шпиталь рахувався під № 23 і належав до вулиці Шпитальної, а нині — вулиця Раппапорта, 8.

## Забудова
В архітектурному ансамблі вулиці Шпитальної присутні класицизм та віденська сецесія кінця XIX — початку XX століття, польський 1930-х та радянський конструктивізм 1960-х років.
№ 1 — торговельний центр «Магнус», збудований у стилі раціональної сецесії фірмою Міхала Уляма за проєктом Романа Фелінського у 1912—1913 роках як «Товарний дім». За польських часів, поряд із крамницями «Товарного дому», у цій будівлі ще містилося бюро подорожей «Орбіс». Упродовж другої половини 1940-х — початку 1950-х років у будівлі містилися райком КП(б)У, виконком Шевченківської районної ради депутатів трудящих, райком ЛКСМУ, РАЦС, відділ охорони здоров'я, районний комітет ДТСААФ та «Червоного Хреста», відділення Держбанку СРСР Шевченківського району м. Львова. Також відкрилися приймальний пункт пральні і хімчистки та продовольчий магазин. У 1959—1961 роках будівлю переобладнали під ЦУМ, який проіснував до квітня 2003 року, коли його закрили. Після ґрунтовної реконструкції у серпні 2003 року відкрився відновлений торговельний центр «Магнус». Після реконструкції частину першого поверху торгового центру займає крамниця мережі супермаркетів «Рукавичка» (окремий вхід на розі вулиць Шпитальної та Городоцької).
№ 3 — наприкінці XIX століття в будинку містилися склади заліза Р. Гюнцберга. Нині цього будинку не існує.
№ 4 — тут розташовувалася двоповерхова будівля синагоги «Ковеа ітім ле-Тора» або «Ковеа Ітім шул» (у перекладі з їдиш — час призначений для тори), яка була збудована 1878 року за проєктом Еміля Возняковського в стилі ампір. 1893 року реконструйована за проєктом Міхала Фехтера. На першому поверсі була власне синагога, а на другому — місце, спеціально призначене для постійного вивчення Тори — бейт-мідраш або ж «дім вчення». У цьому будинку в останній третині XIX століття працювала скульптурна майстерня родини Юдем, що спеціалізувалися на виготовленні надгробних плит для єврейського цвинтаря. Пізніше майстерня належала його спадкоємцям — родині Манделів. Наприкінці XIX століття тут також працювала лазня Лейби Ґюса, згодом власником лазні став Саломон Вурзель. Будинок та синагогу зруйновано під час німецької окупації. За радянських часів ця ділянка не забудовувалася. Лише було встановлено декілька кіосків, а ближче до вул. Шпитальної розташовувалася зупинка громадського транспорту, скасована у 2010-х роках. На наприкінці 2000-х років на цьому місці збудований ресторан «Фабрика їжі „Біля Магнуса“».
№ 7 — триповерховий житловий будинок на розі з вулицею Данилишина. На першому поверсі містяться салон мобільного зв'язку «Київстар», магазини жіночого одягу «Пінк», електротоварів «Електротехніка», салон мобільного зв'язку «Мобіманія». З боку торговельного центру «Магнус» до будинку існує одноповерхова прибудова, що має адресу — вулиця Шпитальна, 1, в якій розташовані кафе «Шпилька» та крамниця мережі «Гуртові ціни. Алкоголь».
№ 8 — триповерхова житлова кам'яниця. У міжвоєнний період тут містилася контора першої крайової фабрики дзеркал та шліфування скла Юзефа Фрідлендера, сама фабрика була на вул. Жовківській, 121 (нині — вул. Хмельницького), від початку XX століття тут ще містилася перукарня Юзефа Макса Фарба. За радянських часів, з кінця 1940-х років, тут працювала артіль «Скло-дзеркало» львівського облрізнопромсоюзу та перукарня. Нині тут містяться перукарня, гриль-бар та аптечна крамниця мережі «Аптека низьких цін».
№ 9 — двоповерховий будинок у стилі функціоналізму, на розі з вулицею Данилишина, збудований 1935 року за проєктом архітекторів Максимільяна Когута та Юзефа Тіша як торговельний склад галантерейної фабрики. Від повоєнних років й до середини 2000-х років другий поверх будівлі займав військкомат Шевченківського району м. Львова, а на першому поверсі від грудня 1966 року до 2006 року містився гастроном «Зустріч». Нині на першому поверсі міститься декілька крамниць, а другий поверх займає Центр ділового партнерства обласної асоціації малого та середнього підприємництва. Будинок є пам'яткою архітектури місцевого значення № 2239-М.
№ 11 — двоповерховий будинок у стилі функціоналізму, що виходить східним фасадом на вулицю Шпитальну, південним — на вулицю Данилишина, збудований у 1930-х роках. За Польщі тут була лазня, що належала Максові Мейлаху Посаменту. За радянських часів тут містилася лазня № 3 лазнево-ванного тресту, пральня самообслуговування та перукарня. Від другої половини 2000-х років в будинку містився міні-ринок, згодом торгівельний центр «На Шпитальній». У 2018—2020 роках тривала реконструкція будинку під торгово-офісний центр шляхом надбудови ще двох поверхів. 2020 року тут відкрився багатофункційний комплекс «FamEst7».
№ 11а — (нині — вул. Шпитальна, 13). В цьому будинку за Польщі містився ресторан Абраґама Друкера. Від радянських часів магазин «Господарські товари».
№ 19 — на початку XX століття цю адресу мав склад нафти Шміля Еллмера. У будинку за радянських часів працював магазин «Радіоелектротовари».
№ 21 — триповерхова кам'яниця кінця XIX — початку XX століття. За Польщі тут містився ресторан Шимона Крауса. Нині у подвір'ї будинку розташований готель «Старий Краків», а на першому поверсі містяться — крамниця одягу «Lux-Elite», весільний салон «Щасливий день», ювелірний салон «Онікс», ломбард «Благо».
№ 23 — триповерхова кам'яниця кінця XIX — початку XX століття. У міжвоєнний період у подвір'ї будинку містилася синагога «Агавас Хесед шель Емес», заснована у 1913 році.
№ 30 — двоповерхова кам'яниця кінця XIX — початку XX століття. До 1939 року на першому поверсі містилася бляхарська майстерня Тобіяша Адлера. Нині тут аптечна крамниця мережі «D.S.» та салон побутової техніки «Євротехніка».
№ 32 — двоповерхова кам'яниця кінця XIX — початку XX століття на розі з вулицею Джерельною. Наприкінці 1940-х років в будинку містилася артіль «9 Травня» львівського облтекстильпошившкірпромсоюзу. Нині тут аптечна крамниця мережі аптек «Сімейна аптека» та ресторан швидкої їжі «Я люблю кебаб».

### Колишні адреси
- Будинок на вулиці Шпитальній, 14, де за Польщі тут містився магазин канцелярського приладдя Ґоровіца[4] та книгарня Ґерша Шлага[32]. У повоєнний час в будинку діяла артіль «Перемога» львівського облхімхарчпромсоюзу[33]. Нині цього будинку не існує.
- Будинок на вулиці Шпитальній, 16, тут на початку XX століття мешкав гравер Лейб Коркес, котрий розкрив таємницю алхімічного золота[34]. Нині цього будинку не існує.
- Колишній єврейський шпиталь (нині — пологове відділення комунальної 3-ї МКЛ м. Львова) на сучасній вулиці Раппопорта, 8 (колишня адреса — вул. Шпитальна, 23).
- Двоповерхова наріжна кам'яниця кінця XIX — початку XX століття на сучасній вулиці Джерельній, 1 (колишня адреса — вул. Шпитальна, 24). На початку XX століття на першому поверсі будинку містився шинок Якуба Шепса[35]. За радянських часів тут було кафе-бар. Нині тут аптечна крамниця мережі «Подорожник». У 1930-х роках, під час впорядкування нумерації будинків на вулиці Шпитальній, № 24 отримав інший будинок.
- Торговельний центр на сучасній вулиці Базарній, 8. Колись на тому місці було декілька будинків. В будинку на вулиці Шпитальній, 32 містилася пральня Яна Флачека[36], в будинку на вулиці Шпитальній, 40-А містилася столярна майстерня Кароля Ґорнунґа[37]. Будинки не зберіглися. У 1930-х роках, під час впорядкування нумерації будинків на вулиці Шпитальній, № 32 отримав інший будинок, а № 40а нині не існує.